# Ludobójstwo Asyryjczyków

Lokalizacja miejsc największych mordów na Asyryjczykach

Ludobójstwo Asyryjczyków, znane również jako Sayfo, Seyfo lub Sejfo (syr. ܣܝܦܐ, trb. sejfo, pol. miecz; inna używana nazwa to syr. ܩܛܠܥܡܐ, trb. ktalamo, pol. ludobójstwo) – masowa rzeź ludności asyryjskiej w Imperium Osmańskim i sąsiedniej Persji, dokonana przez wojska tureckie podczas I wojny światowej. W tym samym czasie władze tureckie prowadziły również podobnie ludobójczą politykę wobec Ormian (ok. 1,5 miliona ofiar) i Greków (450–750 tysięcy zabitych). Dokładna liczba ofiar wśród Asyryjczyków jest trudna do oszacowania, przyjmuje się, że zamordowanych mogło zostać nawet do 300 tysięcy osób.
7 sierpnia każdego roku społeczność asyryjska na całym świecie obchodzi rocznicę rozpoczęcia eksterminacji swego narodu.

## Sytuacja polityczna przed I wojną światową
Druga połowa XIX w. przyniosła szereg zmian w przeżywającym kryzys Imperium Osmańskim. Nieudany eksperyment z liberalizmem sułtana Abdülhamida II, który po początkowym zainteresowaniu parlamentaryzmem chciał powrócić do rządów absolutnych, co doprowadziło do konfliktu z młodoturkami. Zablokowanie przez sułtana reform zaowocowało niezadowoleniem społecznym, któremu Abdülhamid (nazywany „krwawym sułtanem”) chciał dać ujście poprzez podsycanie niepokojów i wskazywanie na Ormian i innych chrześcijan jako na źródło kryzysu państwa. Polityce wyniszczania mniejszości sprzyjał szowinizm, nacjonalizm, nietolerancja religijna, które rozpowszechniły się wśród mieszkańców głównie tureckiej, anatolijskiej części imperium.

## Przebieg

Raport o masakrach dokonywanych przez Turków, opublikowany 26 marca 1915 w „The Washington Times”

Akcja wojsk tureckich i sprzymierzonych z nimi grup Kurdów polegała na pacyfikowaniu regionów (Hakkari, Şırnak, Mardin, Jeziora Wan, Urmia) zamieszkiwanych przez chrześcijańskich Asyryjczyków, w czasie których dokonywano masowych mordów mieszkańców. Stosowano także tzw. „deportacje” (przez świadków nazywane „marszami śmierci”), w czasie których ludność cywilna umierała z głodu i pragnienia, a celem ich były najczęściej pustynie syryjskie.

## Oficjalne uznanie zbrodni za ludobójstwo

Pomnik ofiar ludobójstwa w Paryżu

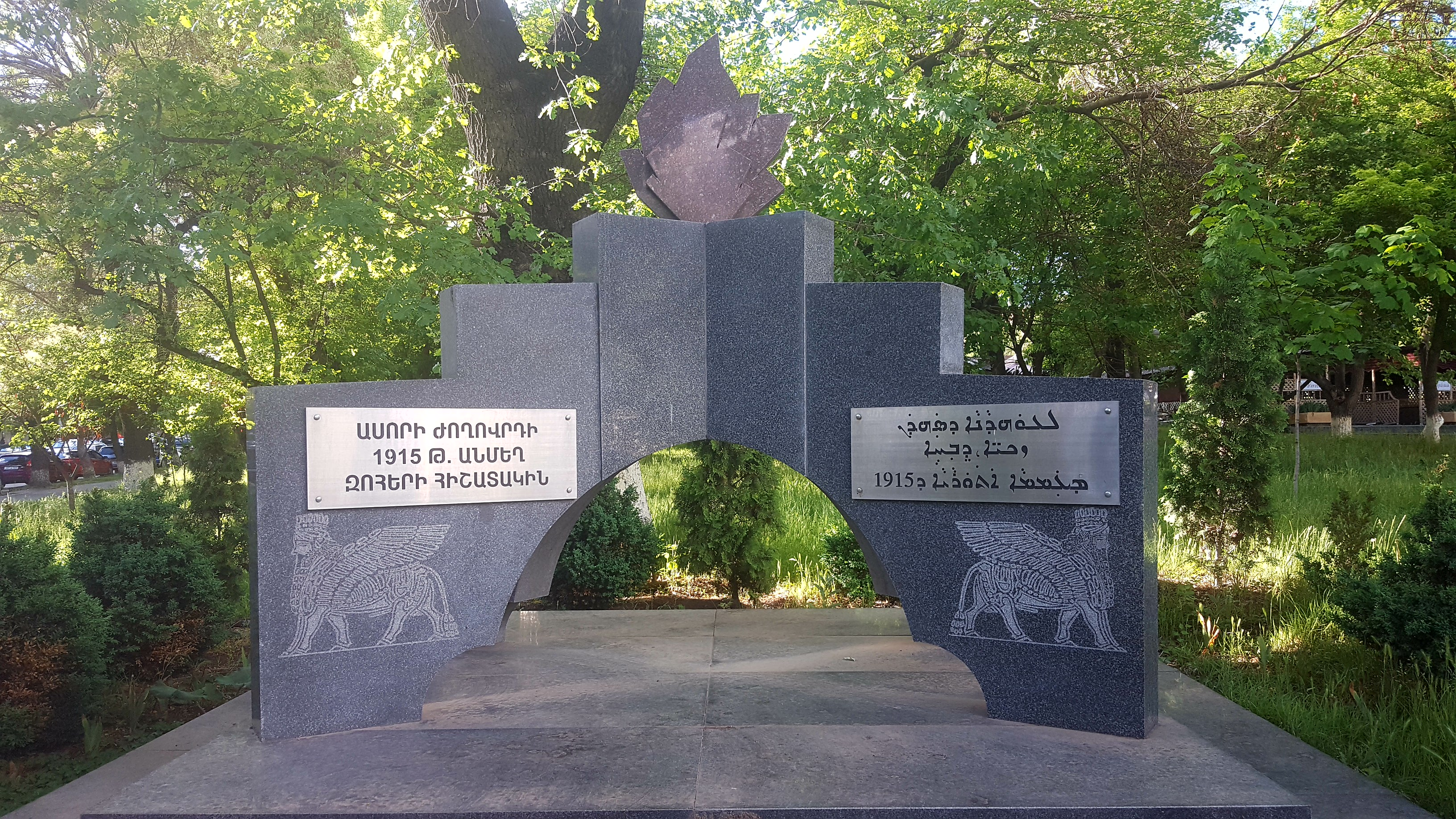
Pomnik upamiętniający ofiary ludobójstwa Asyryjczyków w Erywaniu

Zbrodnię na Asyryjczykach oficjalnie uznały za ludobójstwo:
- 30 kwietnia 2009 – Stanowy parlament Australii Południowej[6][7];
- 11 marca 2010 – szwedzki Riksdag[8][9];
- maj 2013 – parlament australijskiej Nowej Południowej Walii[10];
- marzec 2015 – armeńskie Zgromadzenie Narodowe[11];
- 2015 – parlamenty Austrii i Holandii[12][13];
- 2 czerwca 2016 – niemiecki Bundestag[14][15];
- 1 listopada 2016 – władze stanu Indiana (USA)[16];
- kwiecień 2018 – władze Kalifornii (USA)[17];
- luty 2020 – parlament Syrii[18][19];
- marzec 2020 – władze Arizony (USA), uznając jednocześnie dzień 7 sierpnia za Dzień Pamięci o Ludobójstwie Asyryjczyków[20][21][22].

## Upamiętnienie
Pomniki upamiętniające ofiary ludobójstwa na Asyryjczykach znajdują się we Francji, Australii, Szwecji, Armenii, Belgii, Grecji i Stanach Zjednoczonych. Szwedzki rząd zobowiązał się pokryć wszystkie wydatki związane z budową pomnika po silnym lobbingu ze strony licznej tamtejszej społeczności asyryjskiej.
Turecki konsul generalny w Sydney wyraził niezadowolenie z powodu odsłonięcia pomnika w mieście. 30 sierpnia 2010, zaledwie 23 dni po odsłonięciu, pomnik został zdewastowany przez nieznanych sprawców, którzy namalowali na obiekcie półksiężyc i gwiazdę. 15 kwietnia 2016 obiekt został zdemolowany po raz drugi.

## Opinie na temat ludobójstwa we współczesnej Turcji
We współczesnej Turcji istnieją różne poglądy na temat ludobójstwa Asyryjczyków. W 2015 r. turecka gazeta „Agos” nazwała te wydarzenia „ludobójstwem”. W 2012 r. dziennikarz Mehmet Alaca w swoim artykule opublikowanym w liberalnym „Radikal” określił wydarzenia jako „Seyfo” i napisał, że w czasie I wojny światowej zamordowano i wydalono dziesiątki tysięcy Asyryjczyków.
Historyk Bülent Özdemir z Uniwersytetu w Balıkesir zwrócił uwagę na „asyryjską rebelię” w Midyat w 1915 r. i powiedział, że Imperium Osmańskiego nie można w jakikolwiek sposób oskarżać o dokonanie ludobójstwa na Asyryjczykach. Naukowiec stwierdził także, że sfabrykowanie zbrodni stało się częścią asyryjskiego procesu budowania tożsamości.